# Тремозіне-суль-Гарда
Тремозіне-суль-Гарда (італ. Tremosine sul Garda) — муніципалітет в Італії, у регіоні Ломбардія, провінція Брешія.
Тремозіне-суль-Гарда розташоване на відстані близько 460 км на північ від Рима, 130 км на схід від Мілана, 50 км на північний схід від Брешії.
Населення — 2124 особи (2014).
Щорічний фестиваль відбувається 24 червня. Покровитель — святий Іван Хреститель.

## Демографія
Населення за роками:

Станом на 1 січня 2023 року в муніципалітеті офіційно проживало 350 іноземців з 29 країн, серед них 120 громадян країн Євросоюзу та 18 громадян України.

## Сусідні муніципалітети
- Бренцоне
- Лімоне-суль-Гарда
- Магаза
- Мальчезіне
- Моліна-ді-Ледро
- Тіарно-ді-Сопра
- Тіньяле